# Rubuseius aristoteliae
Rubuseius aristoteliae är en spindeldjursart som beskrevs av Emile Enrico Ragusa 2003. Rubuseius aristoteliae ingår i släktet Rubuseius och familjen Phytoseiidae. Inga underarter finns listade i Catalogue of Life.